# Charles Billoin
Charles Billoin, né le 13 décembre 1813 à Bruxelles et mort le 10 décembre 1869 à Ixelles, est un peintre d'histoire, de portraits, d'aquarelles, ainsi qu'un graveur à l'eau-forte et un lithographe belge.

## Biographie

### Famille
Né à Bruxelles le 13 décembre 1813, Henri Charles Billoin est le fils de Henri Joseph Billoin, cuisinier, et de Marie Joseph Hamel, résident rue du Borgendael.
Veuf de Marie Élisabeth Bauwens, il meurt à Ixelles le 13 décembre 1869, à l'âge de 55 ans. Il est le grand-père maternel de Paul Spaak (1871-1936), avocat, historien de la littérature, poète et dramaturge belge d’expression française et l'arrière-grand-père de Paul-Henri Spaak (1899-1972), homme d'État belge socialiste, considéré comme l'un des Pères de l'Europe.

### Formation
Charles Billion est formé à l'Académie royale des beaux-arts de Bruxelles.

## Œuvres
Charles Billoin reçoit une médaille de vermeil au Salon de Bruxelles de 1845 pour son aquarelle L'Invention de la Sainte-croix, où il expose également une lithographie Laure et Pétrarque et deux portraits d'après nature,.
Liste d'œuvres :
- Gravures :
  - La Madone, d'après Jehotte ;
  - Je jeune dessinateur, de Hunin ;
  - Le pensionnat incendié, de L.Somers ;
  - Vue près de Namur, de Marinus ;
  - Agar dans le désert, de H. de Caisne ;
  - Le convoi de Bohémiens, d'après Leis ;
  - Un prêche huguenot, d'après Édouard Hamman ;
  - Le cordonnier ;
  - Les joueurs, d'après Madou ;
  - L'arrestation de l'ivrogne d'après Madou ;
  - La marchande de chapelets ;
  - L'hôte et le voyageur.